# Heinrich Schläppi
Heinrich Schläppi (30 aprile 1905 – 15 febbraio 1958) è stato un bobbista svizzero.

## Biografia
Ai I Giochi olimpici invernali (edizione disputatasi nel 1924 a Chamonix in Francia) vinse la medaglia d'oro nel Bob a 4 con i connazionali Alfred Neveu, suo fratello Alfred Schläppi e Eduard Scherrer superando la nazionale britannica (medaglia d'argento) e belga (bronzo). Il tempo totalizzato fu di 5:45.54.